# Jausselette
Jausselette är ett vattendrag i Belgien.   Det ligger i regionen Vallonien, i den centrala delen av landet, 40 km sydost om huvudstaden Bryssel.
Trakten runt Jausselette består till största delen av jordbruksmark. Runt Jausselette är det ganska tätbefolkat, med 120 invånare per kvadratkilometer.